# Emblas hemlighet
Emblas hemlighet er en svensk tv-serie. Serien blev sendt på SVT først under sommeren 2006 af 2006 års Sommarlovsmorgon-program Hej hej sommar.

## Handling
Søskende Minda (17) og Viktor (15) har afsluttet skolen og deres sommerferie har startet. Minda skal rejse til Brighton og studere engelsk og Viktor skal rejse til en feriekoloni for unge forskere, men denne sommer bliver deres rejser aflyste fordi deres forældre bliver kidnappede. Minda og Viktor tvinges til at bo hos deres moster Marit på hendes skib Embla.
Marit leder efter en skat; Mjølner (Thors hammer). Kidnapperne, en gruppe ved navn "Dirty Herrings", leder også efter hammeren. Minda, Viktor og Marit arbejder sammen for at få forældrene og hammeren. I en dagbog, som bliver fundet i en kiste, som bliver fundet ved havbunden, har "skeppsgossen" ("skibdrengen") skrevet, at han skrev 3 breve til sine 3 brødre. Dagbogen og brevene kan hjælpe dem til at finde hammeren.

## Medvirkende (udvalg)
- Ida Linnertorp – Minda
- Karl Linnertorp – Viktor
- Petra Brylander – Marit
- Isidor Torkar – Jean-Claude
- Robert Jelinek – Roger, kidnapper, leder af "Dirty Herrings"
- Hans-Christian Thulin – Snoken, kidnapper